# Sistema de dipòsit, devolució i retorn
Un sistema de penyora o sistema de dipòsit, devolució i retorn, de vegades abreujat SDDR, en el comerç es basa en el pagament d'una penyora quan es compra un embalatge d'un sol ús o reutilitzable, com una ampolla de vidre o una llauna. Quan el consumidor retorna l'envàs, recobra la penyora. Aquest sistema té com a objectiu alhora reduir la quantitat de residus d'envasos i promoure la reutilització i el reciclatge.
Fins als anys vuitanta del segle xx els embalatges reutilitzables eren molt comú a tot Europa. La indústria va optar per un sistema d'embalatge d'un sol ús, el que permetia de privatitzar els beneficis i socialitzar els costs: venien els productes i el cost de la gestió dels residus esdevenia el problema dels poders públics.
El 2003, per primera vegada l'Alemanya hi va afegir un sistema de penyora per a emballatges d'un sol ús. Això havia, entre d'altres, a reduir el nombre de residus abandonats a la natura o que acabin mal triats al contenidor de les restes (gris a Espanya). Amb una penyora mínima de 0,25€, l'home negligent o incivic és motivat per a no equivocar-se. Aquesta penyora també motiva gent a col·lectar llaunes o ampolles abandonades, amb un euro per quatre llaunes, els comptes es fan rabent. A més, les màquines de triatge als supermercats produeixen residus nets: principalment polietilé pur (PET) i alumini, molt més fàcil per reciclar que el mix de materials diversos del «contenidor groc».